# Miloš Weingart
Miloš Weingart (Praga, 21 novembre 1890 – Praga, 12 gennaio 1939) è stato uno slavista e pedagogo ceco.
Ha insegnato slavistica comparata all'Università di Praga.
Le sue opere principali sono:
- Le cronache bizantine nella letteratura paleoslava, 1922-23
- Manuale della lingua paleoslava, 1937-38